# Kenneth Herdigein
 (octobre 2018).
Si vous disposez d'ouvrages ou d'articles de référence ou si vous connaissez des sites web de qualité traitant du thème abordé ici, merci de compléter l'article en donnant les références utiles à sa vérifiabilité et en les liant à la section « Notes et références ».
Kenneth Herdigein, né le 12 juin 1959 à Paramaribo, est un acteur néerlandais, d'origine surinamienne.

## Filmographie

### Cinéma et téléfilms
- 1983 : An Bloem (nl) - Le barman
- 1984 : Moord in extase (nl) - Bewaker
- 1984 : Opzoek naar Yolanda (nl) : Rik Rollinga
- 1986 : Plafond over de vloer (nl) : Deux rôles (Rik Rollinga et John Jeppes)
- 1987 : Sans rancune : L'agent
- 1987 : Odyssée d'amour : Waldo
- 1987 : Zoeken naar Eileen (nl) : Geoffrey
- 1987 : Havinck: Kenneth
- 1987-1993 :Zeg 'ns Aaa (nl) : John Wijntak
- 1988 : Switch : Robbie de drummer
- 1989 : Lost in Amsterdam (nl) : Max Binger
- 1989 : We Zijn Weer Thuis (nl) : Govert Zwanenpark
- 1990 : De nacht van de wilde ezels (nl) : Patrick Delprado
- 1992 : Xangadix (De Johnsons) de Rudolf van den Berg : Professeur Keller
- 1995 : Bureau Kruislaan (nl) : Stanley Waskind
- 1995 : Wittekerke (nl) : Victor Dubois
- 1996-1998 :Unit 13 : Harry Bresler
- 1997 : Duidelijke taal : Rôle inconnu
- 1997 : 12 steden, 13 ongelukken (nl) : Ronnie Mulder
- 1998 : Inspecteur de Cock (Baantjer) : Siep Wijers
- 1999 : Leven en Dood van Quidam Quidam (nl) : Ciper 1
- 1999 : Inspecteur de Cock (Baantjer)  : André Vreugdenhil
- 1999 :Ben zo terug (nl) : Ken
- 2002 : Paramaribo Papers (nl) : Raymond Markelo
- 2002-2004 : Hartslag (série télévisée) : Kliniekschef Errol van Wou
- 2003 : Weltevreden op 10: Percy's Place! : Ulrich Weltevreden
- 2005 : Het ravijn : Bon
- 2005-2008 : Keyzer & De Boer Advocaten : Rechter Fischer
- 2006 : Spoorloos verdwenen (nl) : Lucius Spiegel
- 2007 : Rollercoaster : Tuktuk bestuurder
- 2007 : Het geheim van de Saramacca rivier: Docteur Horatio Treurniet
- 2007 : Flikken Maastricht : Tonnie
- 2007 : de Co-assistent (nl) : Le patient
- 2007 : Kapitein Rob en het Geheim van Professor Lupardi : Commando numéro 1
- 2006-2018 : Goede tijden, slechte tijden : Stanley Mauricius
- 2008 : Dag in dag uit : Le chauffeur de bus
- 2008-2011 : SpangaS : Rechter Howard Blokland
- 2009 : One Night Stand : Johnny Bingo
- 2010 : Verborgen Verhalen (nl)
- 2011 : Razend (nl) : Badmeester
- 2011-2015 : Overspel (nl): L'officier de Justitie Mengeling